# Tella (boisson)
Pour les articles homonymes, voir Tella.

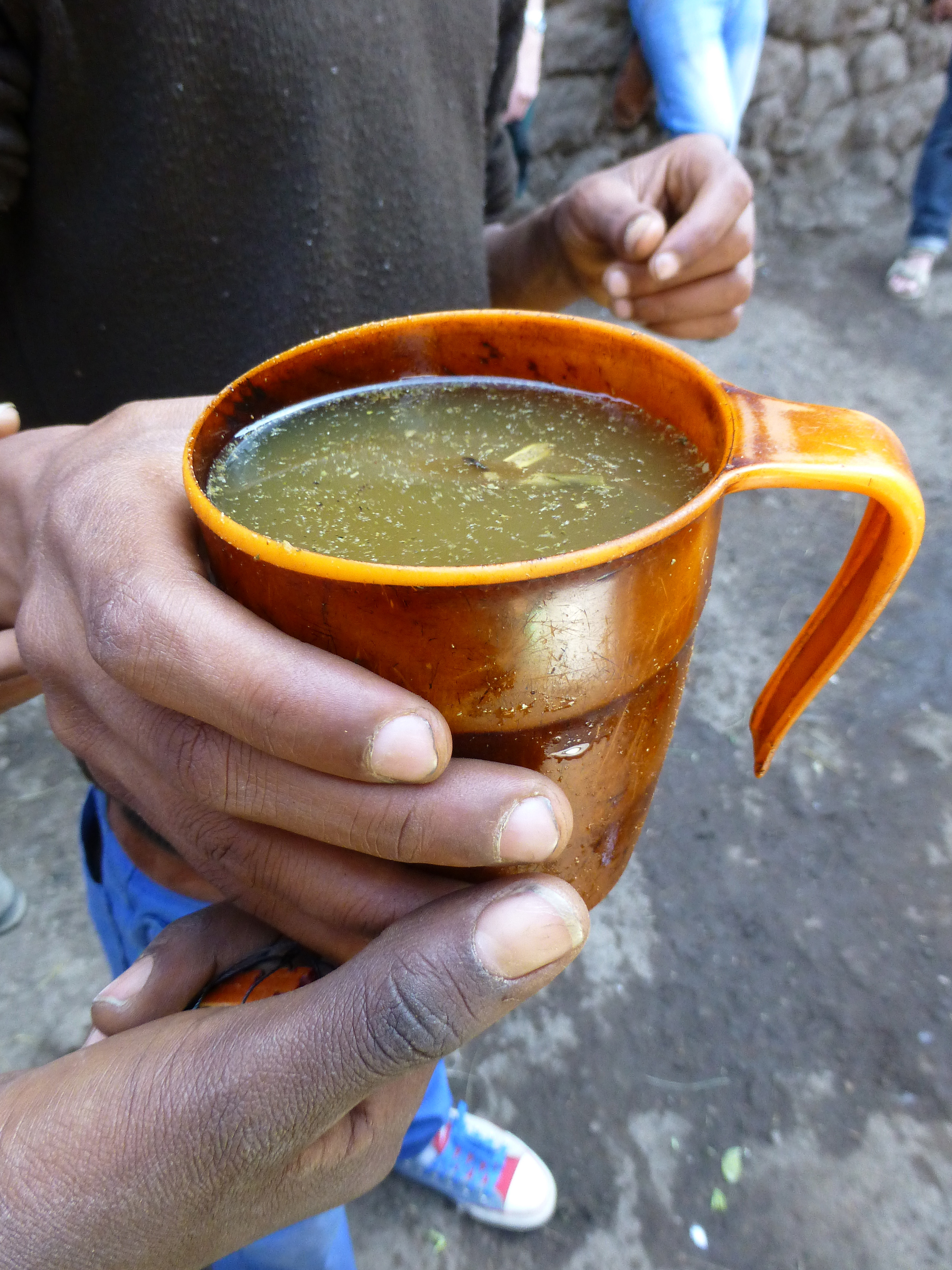
Tella, la bière traditionnelle

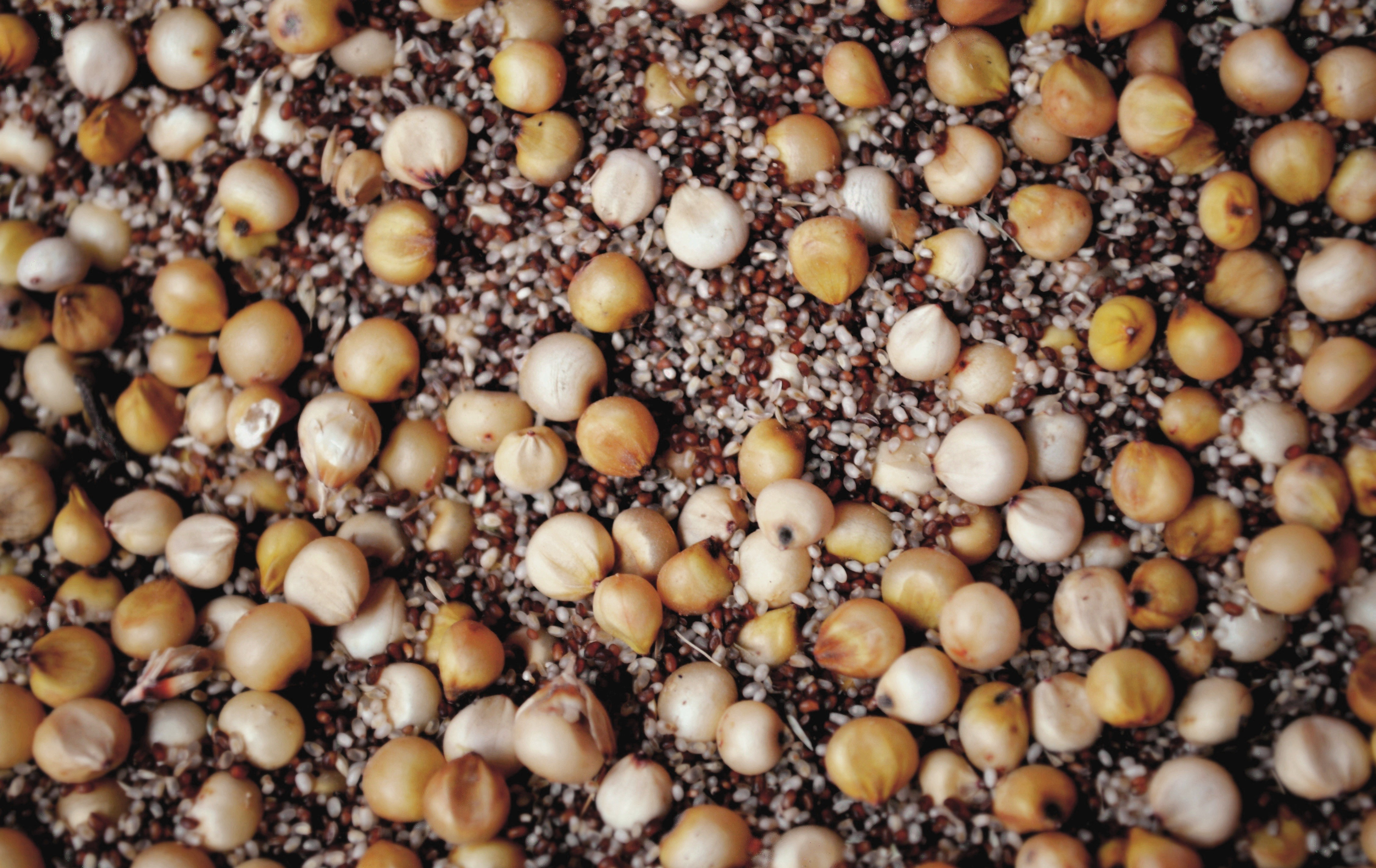
Sorgho et teff, ingrédients de la tella

La tella ou talla, est une bière traditionnelle originaire d'Éthiopie, habituellement faite de grains de teff, d'orge ou plus rarement de maïs ou de sorgho, et parfumée avec des feuilles de gesho, sorte de houblon local. La tella non filtrée contient de 2 à 4 % d'alcool, alors que la tella filtrée contient 6 % d'alcool.

## Sources
- (en) [PDF] Bière en Éthiopie
- (en) Bières éthiopiennes